# Busscar
Busscar Ônibus SA foi uma fabricante brasileira de carrocerias de ônibus, com sede no município de Joinville, estado de Santa Catarina. Iniciou suas atividades com a marca Nielson, alterada em 1989 para Busscar.
Suas atividades foram encerradas em 2012, após a justiça decretar a falência do Grupo Busscar, do qual fazia parte.

## História
Fundada como uma marcenaria por dois irmãos descendentes de suecos – Augusto Bruno Nielson e Eugênio Nielson – em 17 de setembro de 1946, sob o nome de Nielson & Irmão. Após um ano foram contratados para reformar uma carroceria de ônibus, dando início ao segmento. Em 1949 construíram uma jardineira totalmente de madeira, sobre um chassi Chevrolet Gigante. Em 1956, com a entrada de Harold Nielson, filho mais velho de Augusto, a empresa tomou novos rumos e entrou em definitivo no segmento de carrocerias de ônibus.
Logo se tornou uma das encarroçadoras mais notáveis no mercado nacional e internacional, obtendo êxito com o modelo rodoviário Diplomata. Nos anos 70 e 80 ocorrem as maiores mudanças neste modelo. Em 1978, a Nielson apresentava um dos primeiros articulados rodoviários brasileiros, o modelo Diplomata 2.50 ou 2.60, com motor dianteiro de eixo avançado e central, que ficou em produção por quatro anos. Em 1981, todas as carrocerias contavam com janelas verticais. Na segunda metade daquele ano, a frente dos carros passou a ter seis faróis montados no para-choques e falsa grade, ocupando toda a extensão da dianteira. Em 1983 foram abolidos os degraus do teto, que fizeram o modelo ganhar o apelido de "Sete Quedas", sendo substituídos por uma inclinação contínua. No mesmo ano foi lançada a Série 300.

## Alteração da marca
Ao lançar uma nova família de veículos em 1989, a empresa muda sua denominação para Busscar Ônibus SA. Na década de 2000, a encarroçadora inicia uma grave crise financeira, que culminou no encerramento da produção e sua falência no ano de 2012.
Após 2002, a fabricante passou por duas crises, a última em 2008, a partir da qual atrasou salários, o que paralisou sua produção. Apenas alguns carros foram montados sob encomenda, quando trabalhadores eram chamados para executar serviços temporários. Os funcionários depois ficaram sabendo que a crise era muito maior, já que a empresa não honrava alguns direitos trabalhistas, como o FGTS e o INSS.

## Falência, venda dos ativos e sucessora
Em 27 de setembro de 2012, a Justiça decretou a falência do Grupo Busscar, formado pela Busscar Ônibus, Busscar Comércio Exterior, Bus Car Investimentos e Empreendimentos, TSA Tecnologia, Tecnofibras HVR Automotiva, Climabuss, Nienpal Empreendimentos e Participações e Lambda Participações e Empreendimentos, além de participação acionária na Busscar Colômbia. A decisão chegou a ser anulada em 27 de novembro de 2013, atendendo um pleito de seus antigos controladores, porém confirmada em definitivo no dia 5 de dezembro do mesmo ano.
Em 21 de março de 2017, a justiça aprovou em sentença final a compra dos parques fabris da Busscar Ônibus de Joinville, Pirabeiraba e Rio Negrinho, além da marca Busscar. Os arrematantes são também acionistas da encarroçadora CAIO Induscar.
Em 12 de junho de 2017 os novos sócios assumiram o parque fabril e criaram uma nova empresa, denominada Carbuss - Indústria de Carrocerias Catarinense Ltda. e anunciam o retorno da produção. Eles também adquiriram a marca Busscar, projetos e nomes de carrocerias.
Algumas empresas do grupo foram arrematadas por outros compradores, enquanto as demais aguardam uma solução judicial.

## Modelos

### Urbanos
1ª Geração (1987-1994)
- Nielson Urbanus (1987-1990) - dianteiro, padron.
- Busscar Urbanus (1990-1994) - dianteiro, padron, articulado.

2ª Geração (1994-1999)
- Urbanus (1994-1999) - dianteiro, padron, articulado.
- Urbanus SS (1996-1999) - midi, padron, articulado.

3ª Geração - Urbanuss, Pluss, Ecoss (1999-2012)
- Urbanuss (1998-2009) - midi, dianteiro, padron, piso baixo, articulado.
- Urbanuss Pluss (1999-2012) midi, dianteiro, padron, piso baixo, articulado, biarticulado, híbrido, turismo.
- Urbanuss Ecoss (2006-2012) dianteiro, articulado.

Facelifts:
2005: novas portas de vidro colado
2006: caixas de roda sem borrachão (exceto Urbanuss Pluss), série Ecoss
2008: Urbanuss Ecoss "II", série compacta (menor altura)
2009: Urbanuss Pluss "II"
2010: Urbanuss "II"

### Micros, midis e minis
- Micruss (1999-2012)
- Mini Micruss (2000-2012)
- Microbuss (2001-2012)
- Interbus (1997-1999)
- Inter UrbanusS (1999-2003)
- Inter Urbanuss Pluss (1999-2003)
- Interbuss (2005-2009)
- Miduss (2006-2010)

### Rodoviários
Diplomata 1ª geração (1961-1969)
- Diplomata (1961-1970)

Diplomata 2ª Geração (1969-1977)
- Diplomata (1970-1974)
- Diplomata JO (1973-1977)
- Diplomata BR (modelo exclusivo fabricado para a Viação Garcia(1975-1977)

Diplomata 3ª Geração - Pioneiro, 7 Quedas, Airbus, BR, Série 200, Série 300 (1977-1990)
- Diplomata Pioneiro (1977-1981)
- Diplomata Airbus (1977-1981)
- Diplomata 2.40 (1977-1981)
- Diplomata 2.50 (1977-1981)
- Diplomata 2.50 Articulado (1977-1981)
- Diplomata 2.60 (1979-1984)
- Diplomata 2.60 Super (1979-1984)
- Diplomata 310 (1984-1990)
- Diplomata 330 (1984-1990)
- Diplomata 350 (1984-1990)
- Diplomata 380 (1984-1990)

Busscar 1ª geração (1990-2001)
- El Buss 320 (1990-2001)
- El Buss 340 (1990-2001)
- El Buss 360 (1990-1996)
- Jum Buss 340 (1992-1995)
- Jum Buss 360 (1990-2001)
- Jum Buss 380 (1990-2001)
- Jum Buss 400 (1995-2001)
- Vissta Buss (1998-2001)

Facelifts:
- 1993: dianteira, calha de chuva e luz de freio e vidros colados como opcional (Jum Buss 360T e Jum Buss 380T).
- 1996: dianteira, área da cabine, traseira, borrachão lateral.
- 1998: máscara cromada, curvatura inferior da janela.

Busscar 2ª geração (2001-2012)
- El Buss 320 (2001-2010)
- El Buss 340 (2001-2010)
- Vissta Buss HI (2001-2009)
- Vissta Buss LO (2001-2009)
- Jum Buss 360 (2001-2009)
- Jum Buss 380 (2001-2009)
- Jum Buss 400 (2001-2009)
- Panorâmico DD (1998-2009)
- Elegance 340 (2010-2012)
- Elegance 360 (2007-2012)
- Elegance 380 (2012)
- Elegance 400 (2012)
- Panorâmico DD (2009-2012)

Facelifts:
- 2004 - novos faróis e nova janela da cabine (El Buss)
- 2007 - retirada do borrachão lateral, grades do motor redesenhadas para os modelos Volvo e Mercedes-Benz, nova frente (Série Elegance).
- 2008 - prolongamento do farol principal, farol de neblina, lanternas de led.
- 2010 - faróis e lanternas simples (El Buss).

## Galeria de imagens

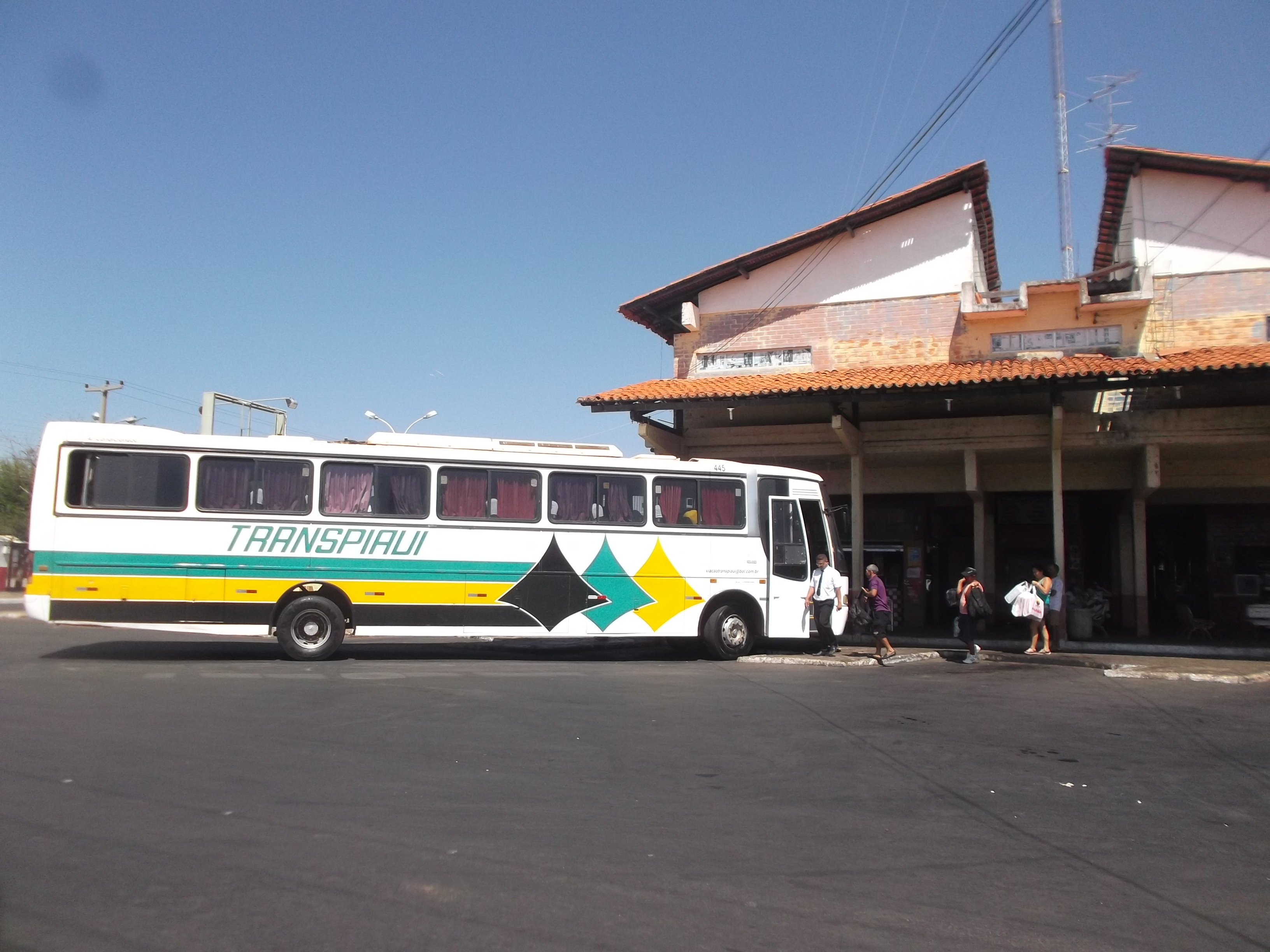
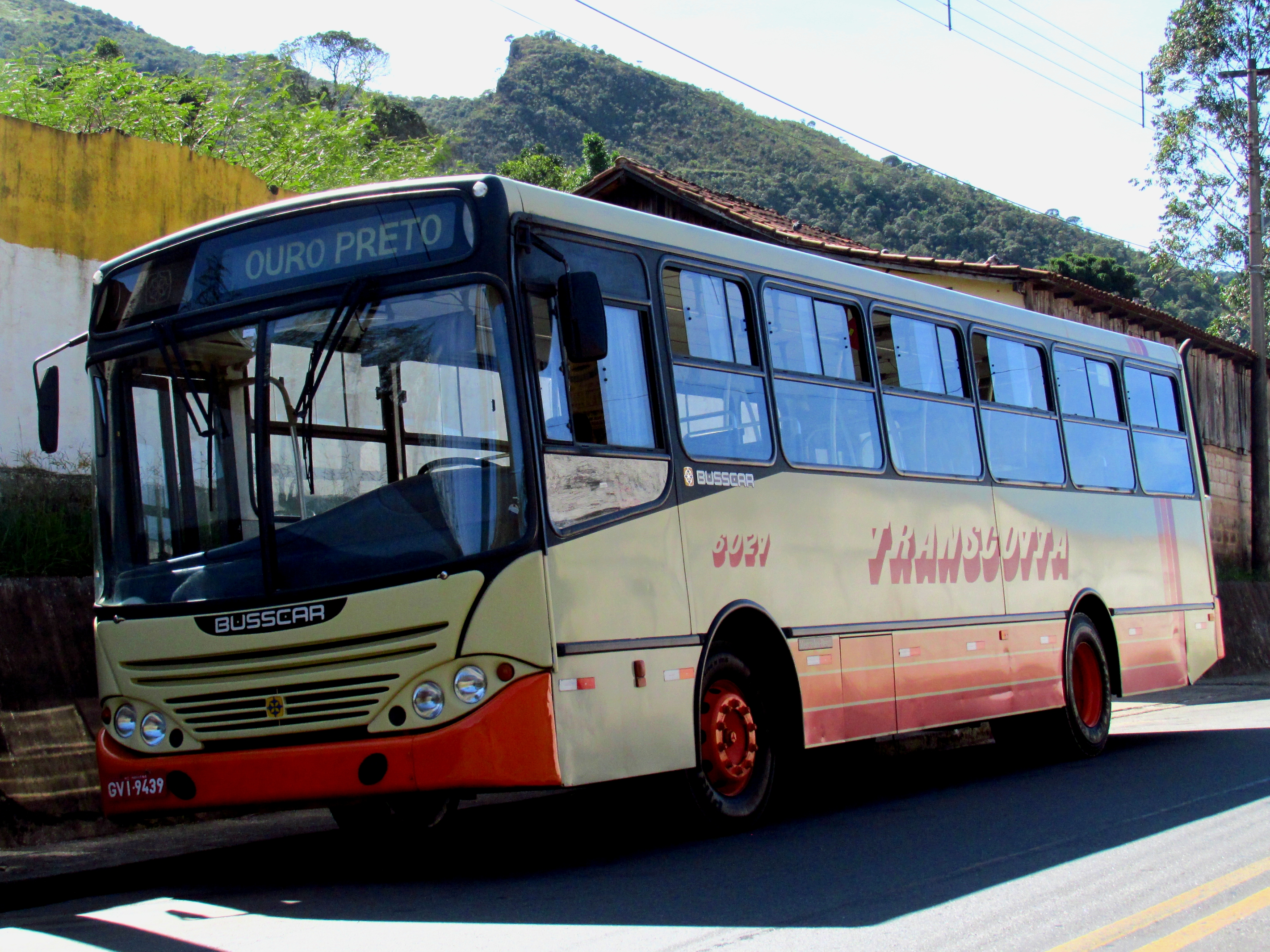
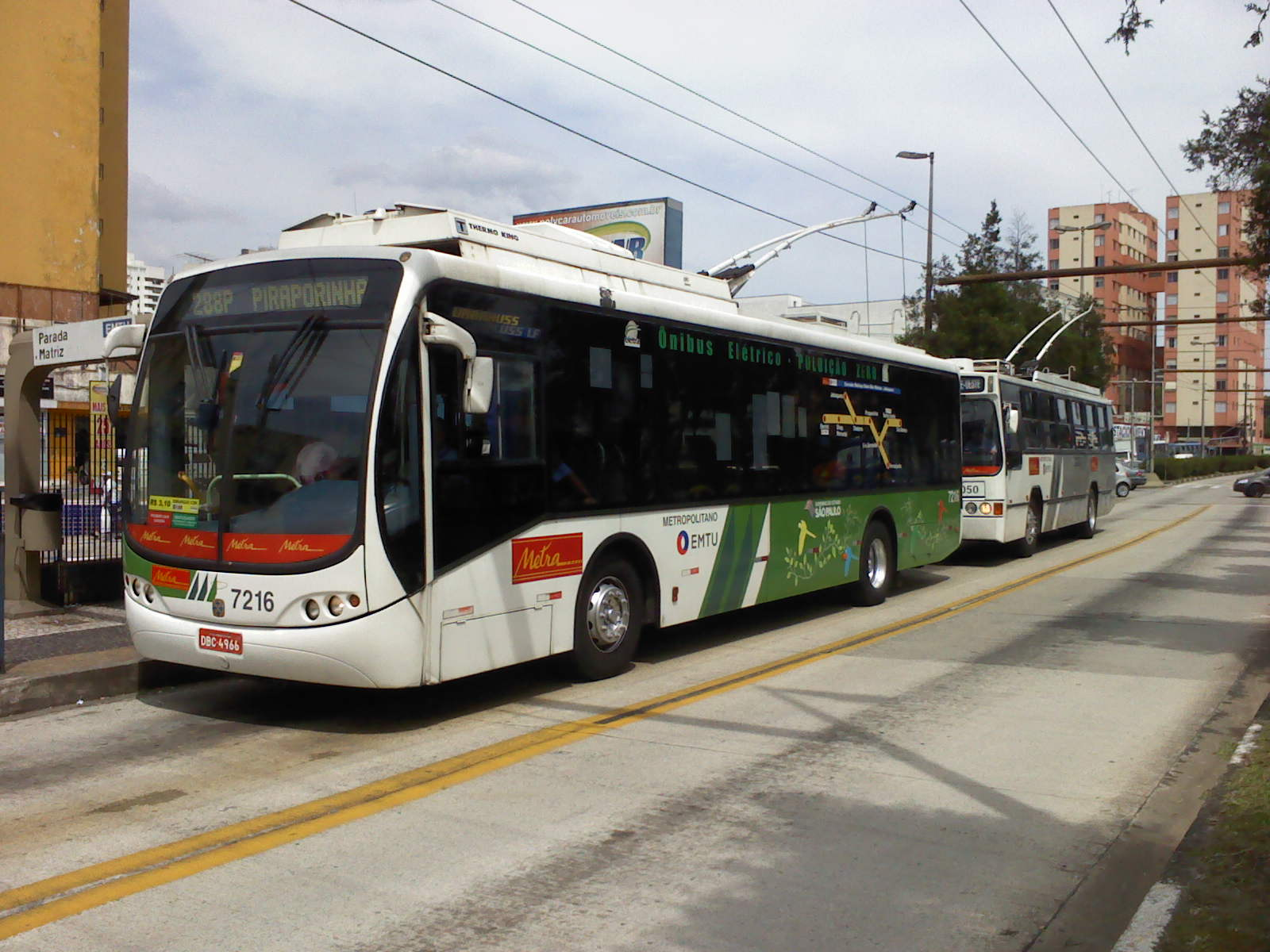
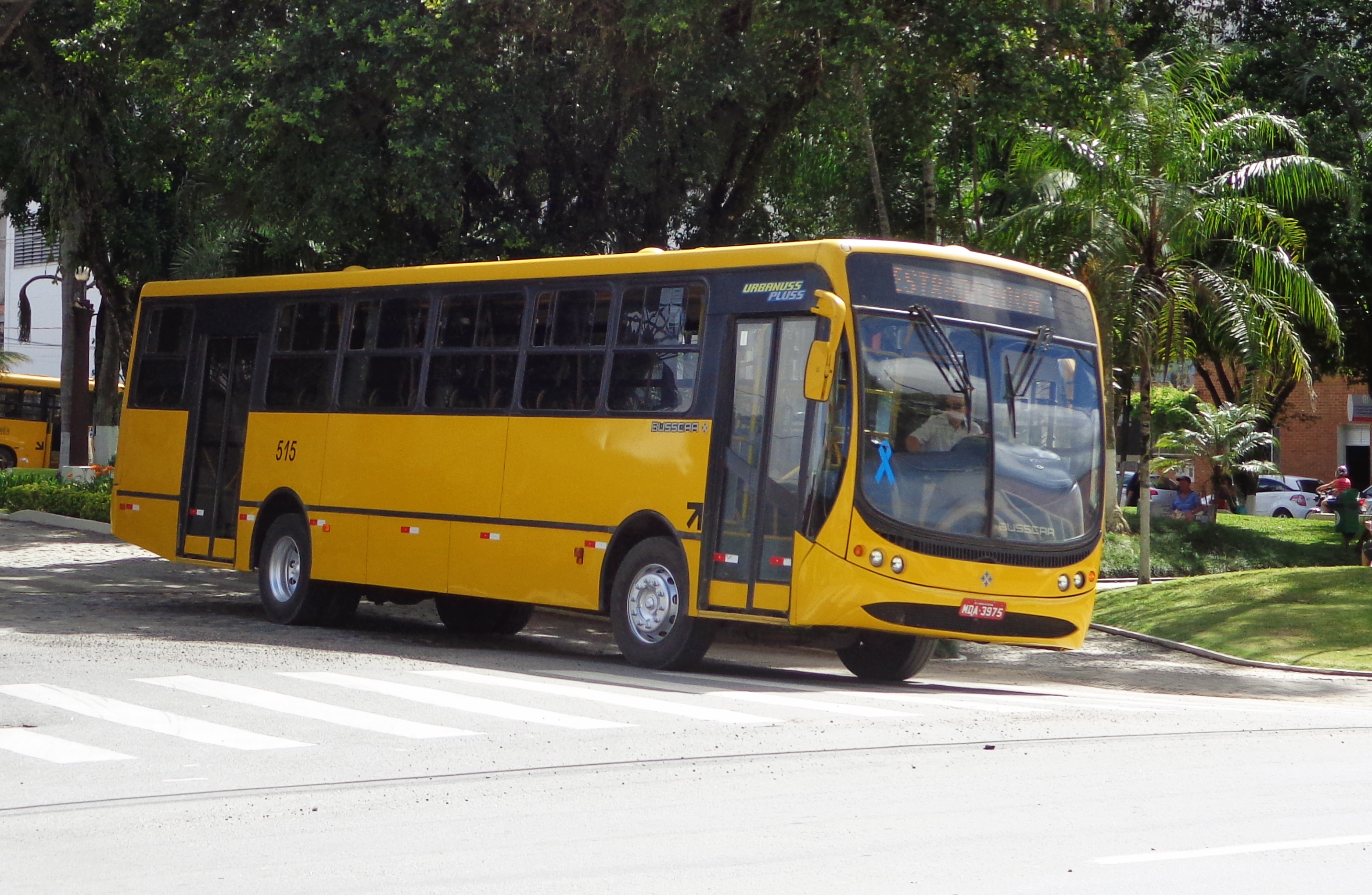
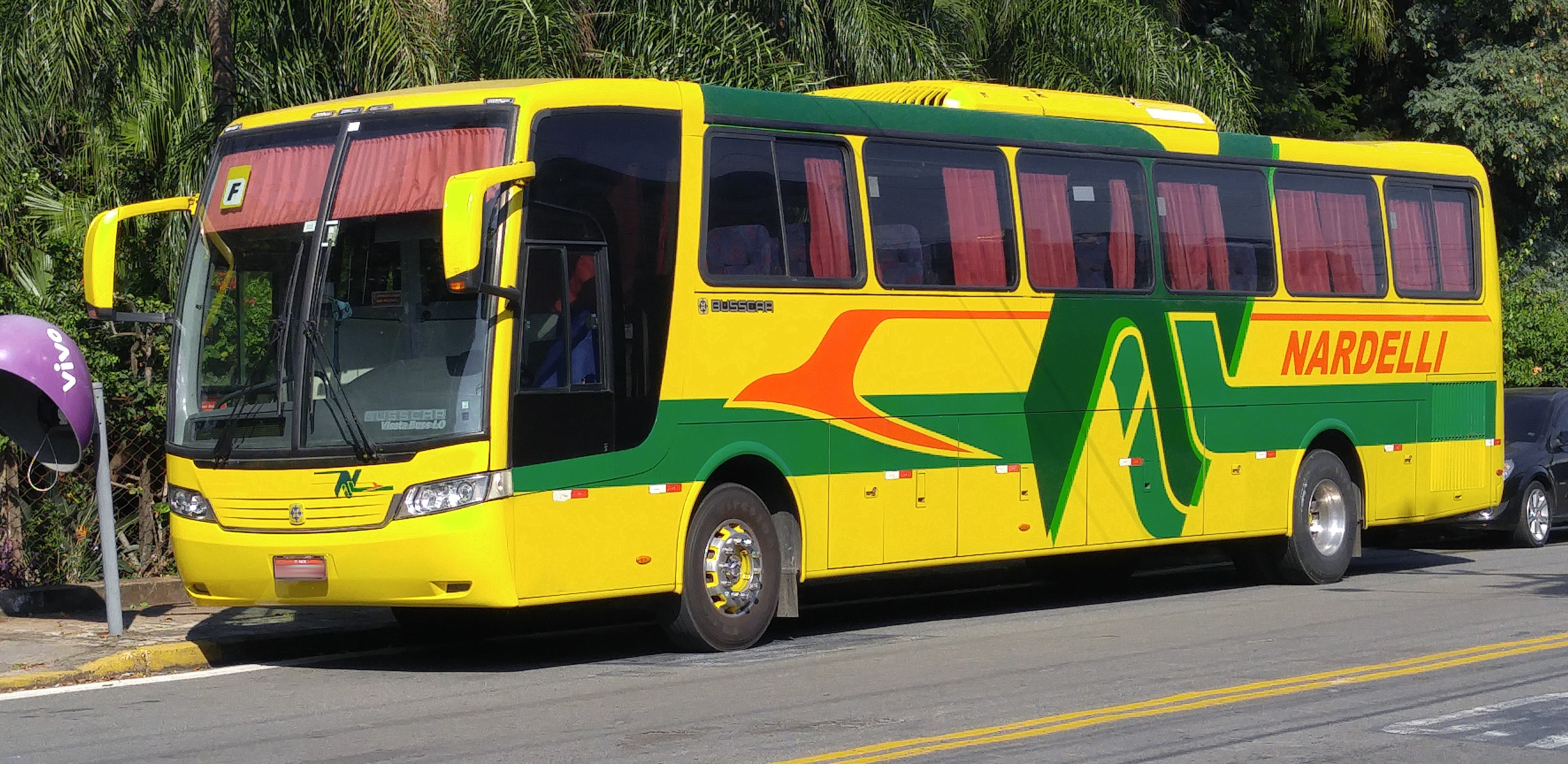
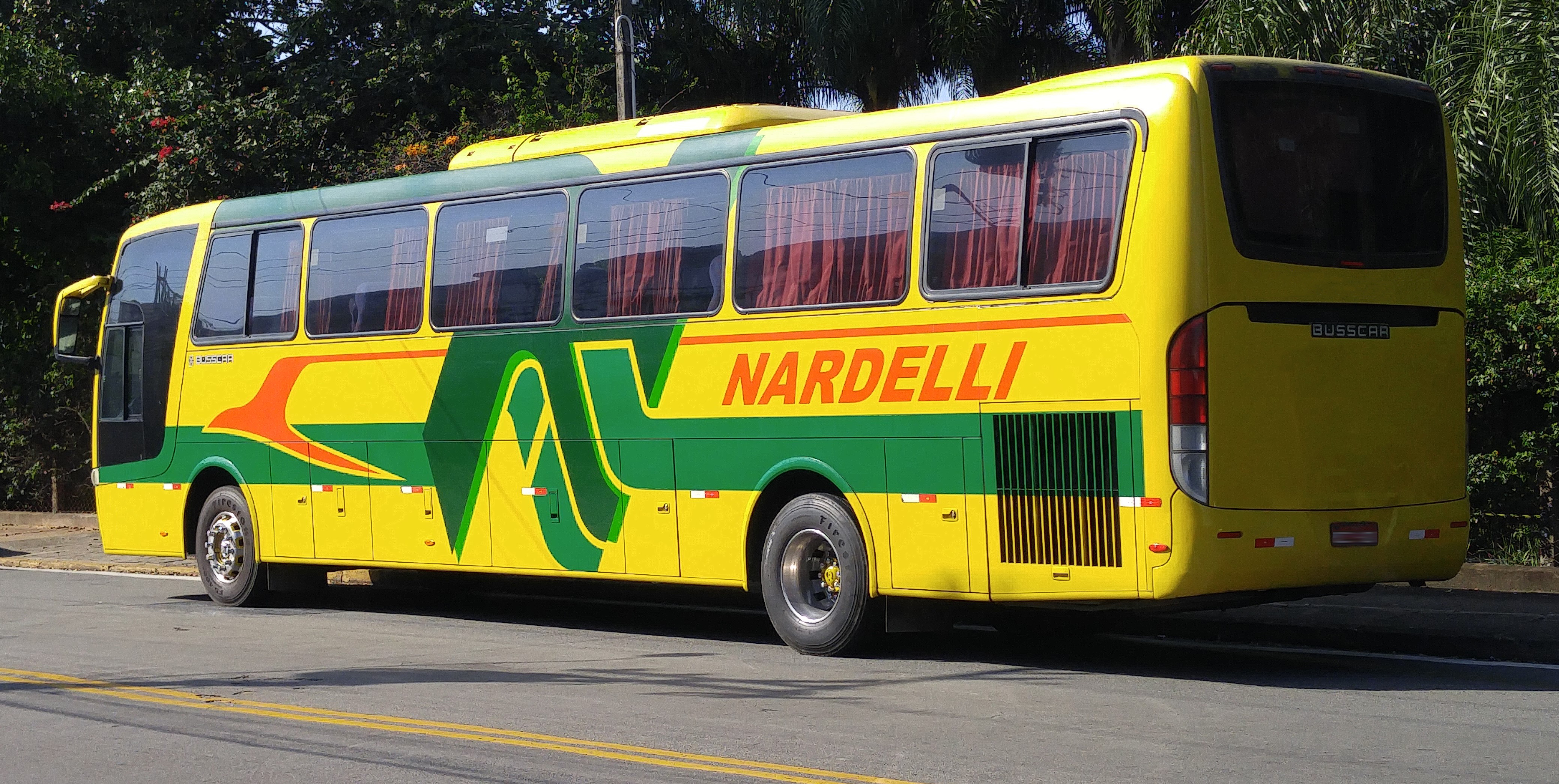
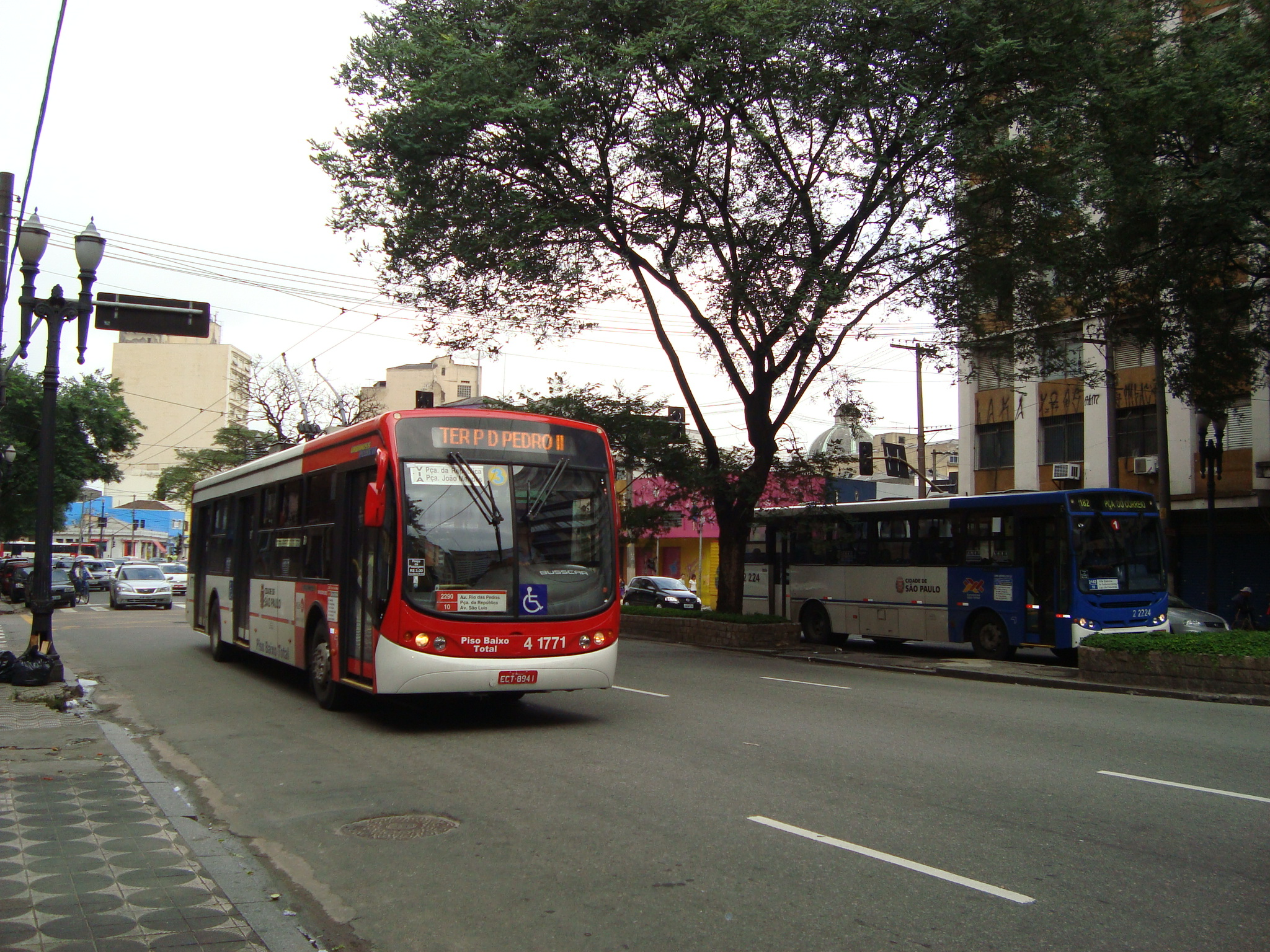
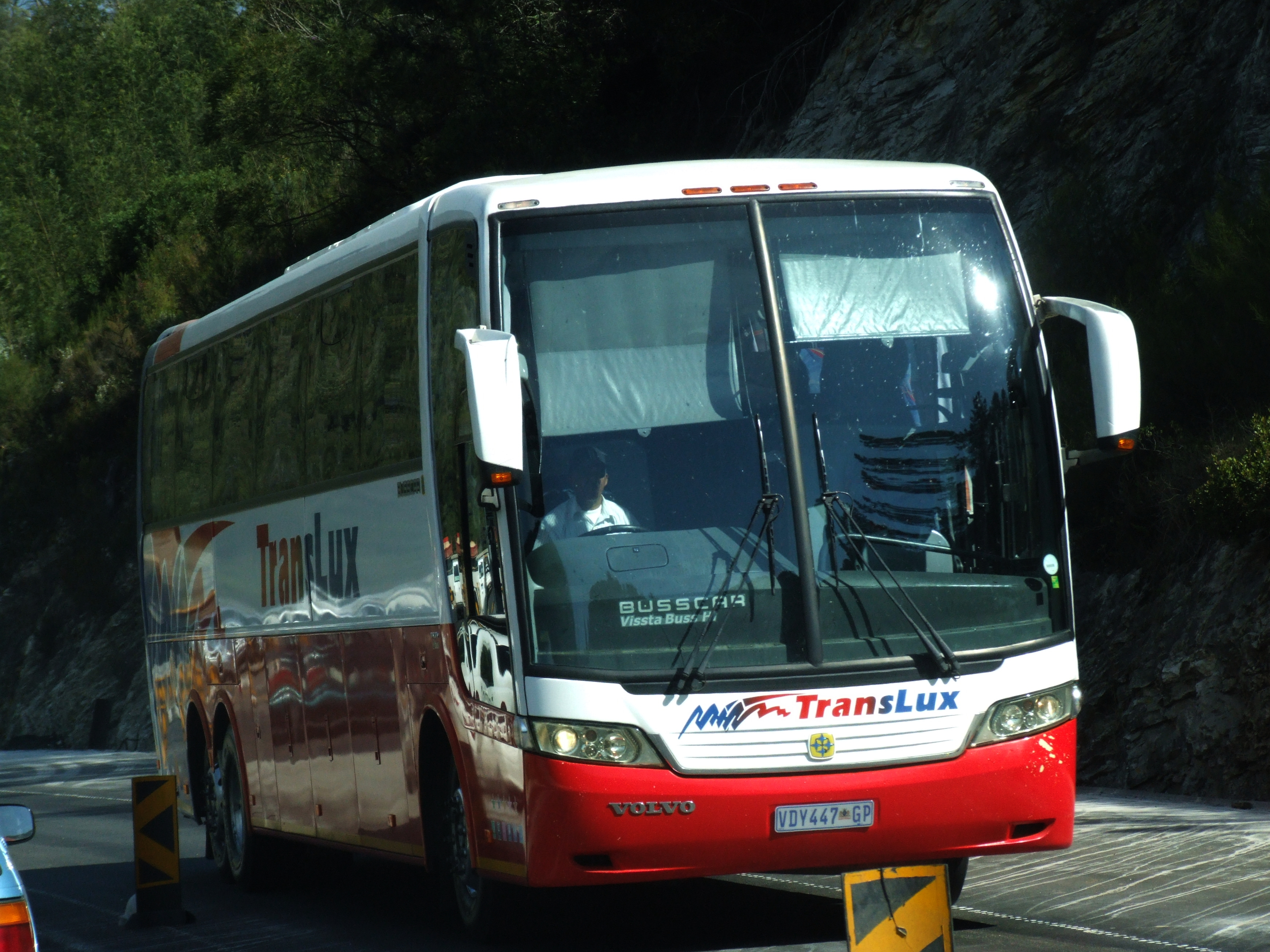
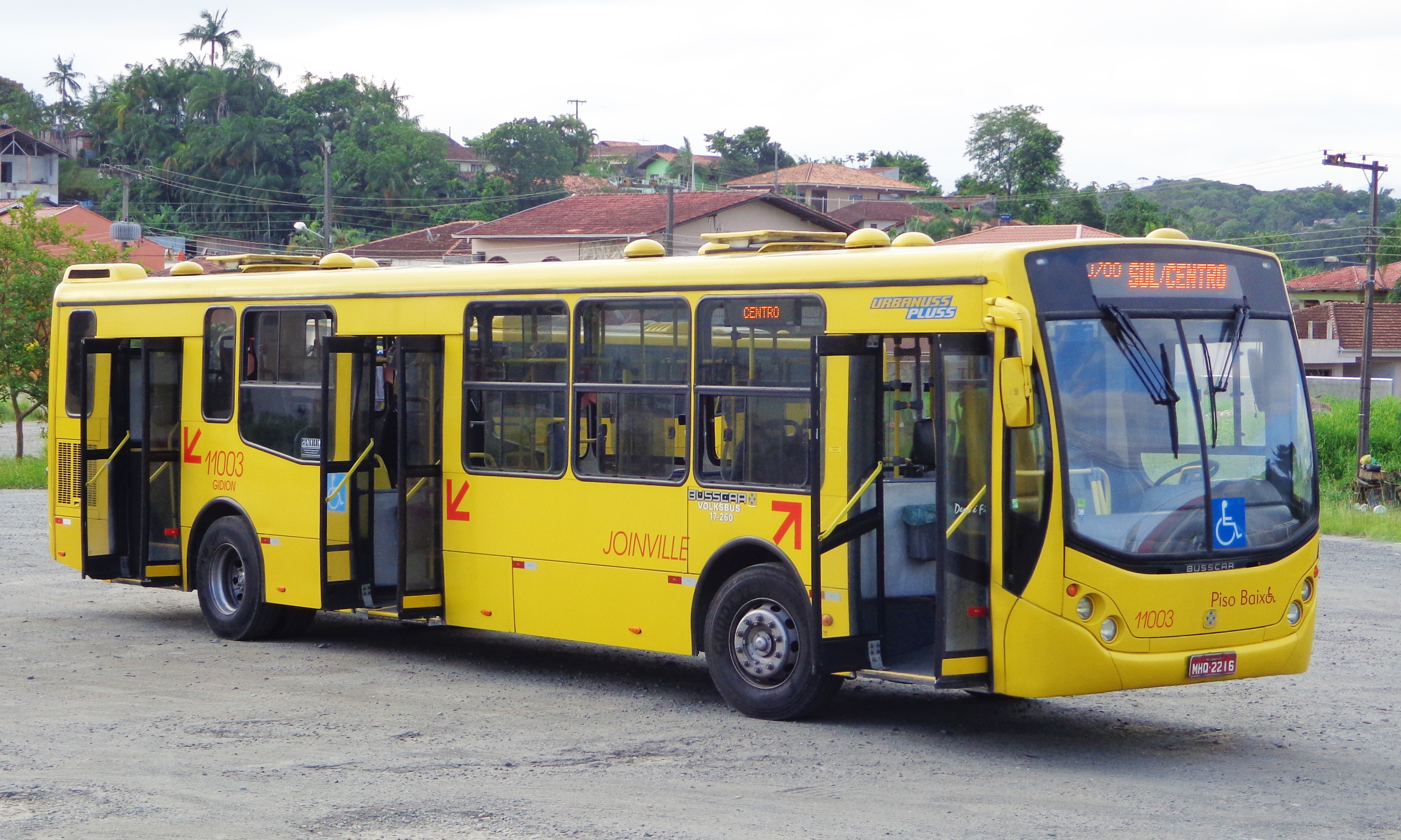
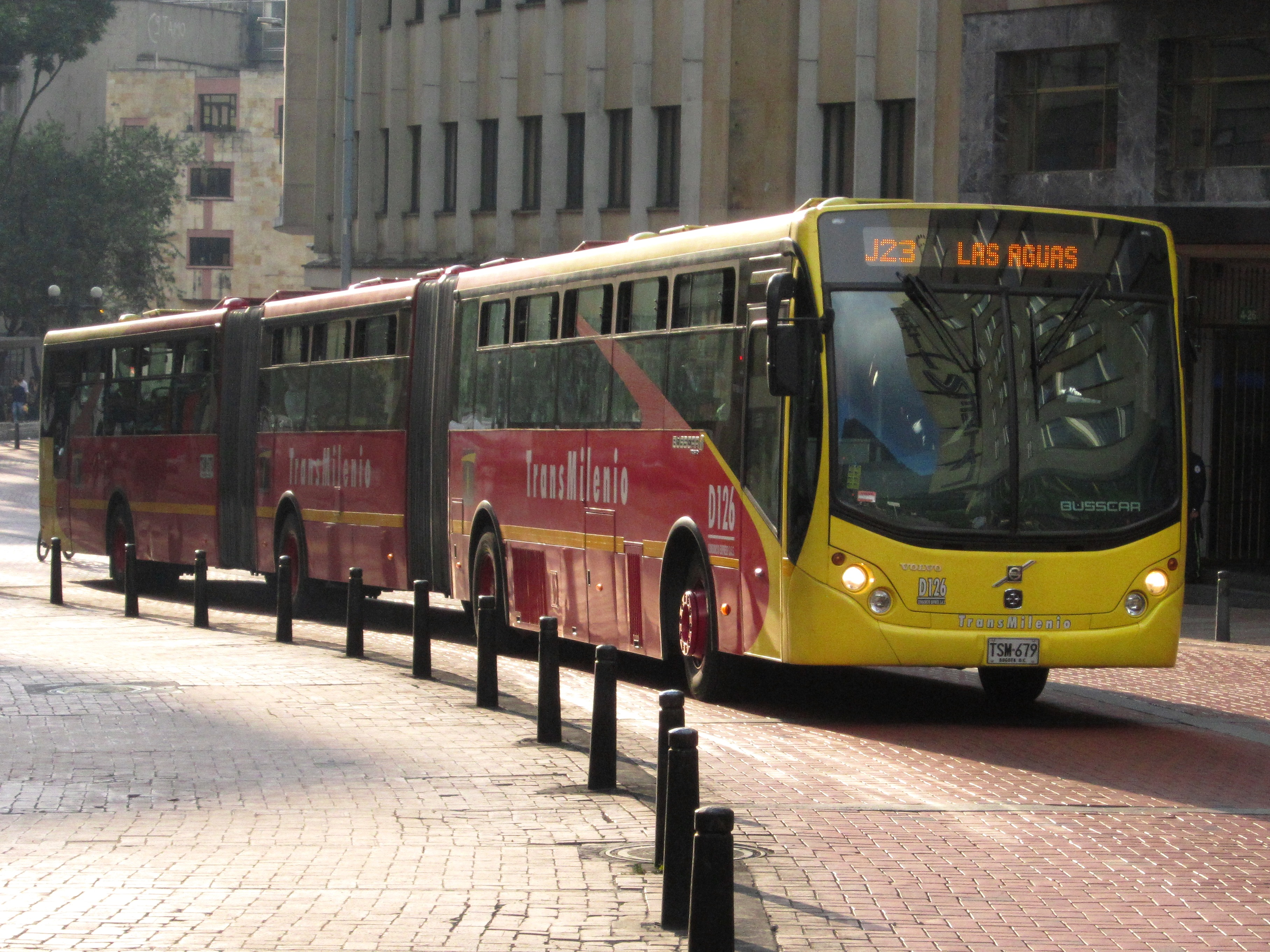